# Calapnita
Genre
Calapnita est un genre d'araignées aranéomorphes de la famille des Pholcidae.

## Distribution
Les espèces de ce genre se rencontrent en Asie du Sud-Est.

## Liste des espèces
Selon World Spider Catalog (version 19.5, 15/10/2018) :
- Calapnita bariengi Huber, 2017
- Calapnita bario Huber, 2017
- Calapnita bohoi Huber, 2017
- Calapnita bugis Huber, 2017
- Calapnita dayak Huber, 2017
- Calapnita dinagat Huber, 2017
- Calapnita lawangan Huber, 2017
- Calapnita loksado Huber, 2017
- Calapnita longa Yao & Li, 2013
- Calapnita mae Huber, 2017
- Calapnita magaseng Huber, 2017
- Calapnita maragusan Huber, 2017
- Calapnita nunezae Huber, 2017
- Calapnita saluang Huber, 2011
- Calapnita vermiformis Simon, 1892

## Publication originale
- Simon, 1892 : Arachnides. Études sur les arthropodes cavernicoles de l'île Luzon. Voyage de M. E. Simon aux îles Philippines (mars et avril 1890). 4e Mémoire. Annales de la Société Entomologique de France, vol. 61, p. 35-52 (texte intégral).